# جون أندرسون (لاعب كريكت أسترالي)
جون أندرسون (بالإنجليزية: John Anderson)‏ (15 فبراير 1955 بملبورن في أستراليا - ) هو لاعب كريكت أسترالي. لعب مع فريق فكتوريا للكريكت.

## وصلات خارجية
- جون أندرسون (لاعب كريكت أسترالي) على موقع إي آس بي آن كريك إنفو (الإنجليزية)